# Parathrylea rectimarginata
Parathrylea rectimarginata is een keversoort uit de familie bladkevers (Chrysomelidae). De wetenschappelijke naam van de soort werd in 1993 gepubliceerd door Wang in Wang & Yu.